# Europacup II hockey mannen 2001
De 12de editie van de Europacup II voor mannen werd gehouden van 13 tot en met 16 april 2001 in 's-Hertogenbosch. Er deden acht teams mee, verdeeld over twee poules. HC 's-Hertogenbosch won deze editie van de Europacup II. 

## Poule-indeling

### Eindstand Poule A
| Team                   | Pnt | GS | W | G | V | DV | DT | DS  |
| ---------------------- | --- | -- | - | - | - | -- | -- | --- |
| 1. HC 's-Hertogenbosch | 9   | 3  | 3 | 0 | 0 | 15 | 1  | +14 |
| 2. KS Pocztowiec TPSA  | 6   | 3  | 2 | 0 | 1 | 9  | 5  | +4  |
| 3. CD Universidad      | 3   | 3  | 1 | 0 | 2 | 3  | 8  | -5  |
| 4. Cernusco            | 0   | 3  | 0 | 0 | 3 | 3  | 16 | -13 |

### Eindstand Poule B
| Team                   | Pnt | GS | W | G | V | DV | DT | DS  |
| ---------------------- | --- | -- | - | - | - | -- | -- | --- |
| 1. Gladbacher HTC      | 9   | 3  | 3 | 0 | 0 | 16 | 5  | +11 |
| 2. Reading HC          | 6   | 3  | 2 | 0 | 1 | 14 | 6  | +8  |
| 3. Royal White Star HC | 3   | 3  | 1 | 0 | 2 | 7  | 10 | -3  |
| 4. HC Olten            | 0   | 3  | 0 | 0 | 3 | 4  | 20 | -16 |

## Poulewedstrijden

### Vrijdag 13 maart 2001
- 12.00 B Reading - White Star 4-1
- 14.00 B Gladbacher - Olten 8-1
- 16.00 A CD Universidad - Cernusco 3-1
- 18.00 A ’s-Hertogenbosch - Pocztowiec 3-1

### Zaterdag 14 maart 2001
- 10.30 B Reading - Olten 8-1
- 12.30 B Gladbacher - White Star 4-2
- 14.30 A CD Universidad - Pocztowiec 0-3
- 16.30 A ’s-Hertogenbosch - Cernusco 8-0

### Zondag 15 maart 2001
- 10.00 B Reading - Gladbacher 2-4
- 12.00 B Olten - White Star 2-4
- 14.00 A CD Universidad - ’s-Hertogenbosch 0-4
- 16.00 A Pocztowiec - Cernusco 5-2

## Finales

### Maandag 16 april 2001
- 09.00 4A-3B White Star - Cernusco 4-2
- 09.30 3A-4B Olten - Complutensa 2-1
- 11.30 2A-2B Reading - Pocztowiec 5-3
- 14.00 1A-1B Gladbacher HTC - ‘s-Hertogenbosch 5-8

## Einduitslag
1.  HC 's-Hertogenbosch 

2.  Gladbacher HTC 

3.  Reading HC 

4.  KS Pocztowiec TPSA 

5.  Royal White Star HC 

5.  HC Olten 

7.  Cernusco 

7.  CD Universidad 

Mannen:
1990 ·
Terrassa 1991 ·
Vught 1992 ·
Birmingham 1993 ·
Terrassa 1994 ·
Cagliari 1995 ·
Den Haag 1996 ·
Reading 1997 ·
's-Hertogenbosch 1998 ·
Amsterdam 1999 ·
Terrassa 2000 ·
's-Hertogenbosch 2001 ·
Eindhoven 2002 ·
Terrassa 2003 ·
Eindhoven 2004 ·
Lille 2005 ·
Reading 2006 ·
Madrid 2007 

Opgegaan in de Euro Hockey League
Vrouwen:
1991 ·
Vught 1992 ·
Birmingham 1993 ·
Cardiff 1994 ·
Groningen 1995 ·
Rotterdam 1996 ·
Utrecht 1997 ·
Leuven 1998 ·
Terrassa 1999 ·
Keulen 2000 ·
Rome 2001 ·
Ourense 2002 ·
Rotterdam 2003 ·
Laren 2004 ·
Keulen 2005 ·
Edinburgh 2006 ·
Madrid 2007 ·
Parijs 2008 ·
Manchester 2009

Opgegaan in de Europcacup I